# Medicinalstyrelsen (Sverige)
Medicinalstyrelsen var en svensk statlig myndighet åren 1878–1968, med ansvar för hälso- och sjukvården samt apoteksväsendet.

## Historik
Medicinalstyrelsen hade sitt ursprung i det 1663 bildade Collegium medicum, vilket genom kungligt brev 27 januari 1813 förändrades till ett verkligt administrativt ämbetsverk under namn av Sundhetskollegium och bestod till en början av en preses, en vicepreses, två medicinalråd och sex assessorer, varjämte de överläkare och professorer, som då ägde säte och stämma i Collegium medicum, skulle sitta kvar under sin livstid. 
Enligt 6 december 1815 utfärdad instruktion fick Sundhetskollegium överinseendet och styrelsen över allt det, som angår sundhetstillståndet samt läkarvården och sjukskötseln såväl hos rikets inbyggare i allmänhet som vid krigsmakten till lands och sjöss i freds- och krigstid. Redan 1821 indrogs två assessorsämbeten och 1841 alla de övriga assessorernas jämte vice ordförandens, varemot samma år medicinalrådens antal ökades till fyra. 
Sundhetskollegium fick en betydligt vidsträcktare verksamhet än Collegium medicum. Bland annat tillades skyldigheten att avge utlåtande i rättsmedicinska mål, att ha överinseende över veterinärväsendet, tandläkar- och fältskärsväsendet, skyddskoppympningen med mera. Först 1876 överflyttades dock överstyrelsen över hospitalsväsendet och sinnessjukvården (från Serafimerordensgillet) till Kongl. Sundhetskollegium. 
År 1878 fick ämbetsverket namnet Medicinalstyrelsen. Medicinalstyrelsen utgjordes således nu av en ordförande med benämning generaldirektör samt fem medicinalråd. Generaldirektören och fyra av medicinalråden skulle vara legitimerade läkare, det femte medicinalrådet skall vara legitimerad veterinär. För bakteriologiska och rättskemiska undersökningars verkställande hade styrelsen till sitt förfogande en Statsmedicinsk anstalt med en bakteriologisk och en rättskemisk avdelning. Medicinalstyrelsen utövade högsta tillsynen över den allmänna hälso- och sjukvården i riket samt handlade ärenden, som rörde rikets medicinalväsen. 
Styrelsen hade inseende över alla som utövade läkarkonsten eller apotekaryrket, med undantag av universitetslärarna som sådana, var överstyrelse för rikets hospital, samt utövade uppsikt över sinnessjukvården. Därjämte hade Medicinalstyrelsen överinseende över lasaretten och sjukstugorna, badinrättningar och andra dylika kuranstalter, samt över apoteksväsendet, barnmorskeväsendet och fältskärsväsendet liksom över tandvården och sjukgymnastikverksamheten. Medicinalstyrelsen skulle också bistå domstolar, offentliga och kommunala myndigheter samt ämbetsmän med upplysningar och utreda förekommande rättsmedicinska frågor. Slutligen skulle styrelsen vaka över epidemisjukvården och utöva högsta inseendet över skyddskoppympningen i riket och de för dennas befrämjande inrättade anstalter. Medicinalstyrelsens vetenskapliga råd inrättades 1913.
År 1947 bröts de veterinärmedicinska frågorna ut ur Medicinalstyrelsen till den då bildade Veterinärstyrelsen.
Medicinalstyrelsen uppgick 1968 i Socialstyrelsen. Medicinalstyrelsens siste generaldirektör var Bror Rexed som vid sammanslagningen blev generaldirektör för den nya Socialstyrelsen.

## Ordförande i Sundhetskollegium[2]
- 1813–1822: David von Schulzenheim
- 1822–1841: Christian Ehrenfried von Weigel
- 1841–1849: Erik af Edholm
- 1849–1860: Carl Johan Ekströmer
- 1860–1864: Magnus Huss
- 1864–1873: Nils Johan Berlin (tf)
- 1873–1877: Nils Johan Berlin

## Generaldirektörer och chefer för Medicinalstyrelsen
- 1877–1883: Nils Johan Berlin
- 1883–1898: August Almén
- 1898–1913: Klas Linroth
- 1913–1928: Bertil Buhre
- 1928–1935: Nils Hellström
- 1935–1952: Axel Höjer
- 1952–1967: Arthur Engel
- 1967–1968: Bror Rexed

## Fastigheter

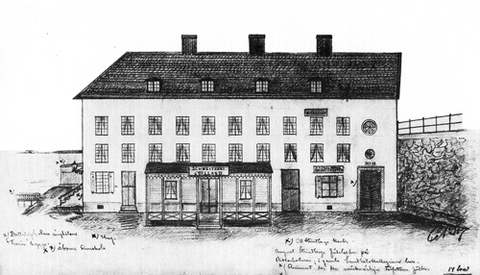
Sundhetskollegiets hus

- På Riddarholmen i Sundhetskollegiets hus fanns under åren 1807–1843 Collegium Medicum och dess efterföljare Kongl. Sundhetskollegiet till 1813. Huset revs 1863.[3]

- På Svartmangatan 9 ska Sundhetskollegium ha huserat 1841–1877.[källa behövs]